# Afrocyclops
Afrocyclops é um género de crustáceo da família Cyclopidae.